# Cindy Castellano
Cindy Castellano (...) è un'ex sciatrice alpina statunitense paralimpica, vincitrice di due medaglie d'oro nello sci alpino alle Paralimpiadi invernali del 1980.

## Carriera
Dopo aver partecipato alle prime Paralimpiadi invernali nel 1976 con un unico atleta, Bill Hovanic (sciatore che aveva perso la gamba destra nella guerra del Vietnam), non vincendo alcun medaglia, quattro anni dopo, in Norvegia, con una squadra più numerosa, il Team USA ha vinto un totale di sei medaglie: 4 ori, un argento e un bronzo. 
Castellano è stata la vincitrice di due medaglie due d'oro durante le Paralimpiadi invernali del 1980 tenutesi a Geilo: nello slalom speciale e nello slalom gigante, dove ha superato la collega di squadra e medaglia d'argento Kathy Poohachof.
Le sue medaglie sono in mostra al Museo Olimpico e Paralimpico degli Stati Uniti (inaugurato il 30 luglio 2020 a Colorado Springs), accompagnate da una sua poesia autografata.

## Palmarès

### Paralimpiadi
- 2 medaglie:
  - 2 ori (slalom gigante 3A e slalom speciale 3A a Geilo 1980)